# Архангельский, Юрий Семёнович
Юрий Семёнович Архангельский (15 марта 1937, Созоновка, Одесская область — 14 января 2021, Киев) — советский и украинский экономист-кибернетик, доктор экономических наук.

## Биография

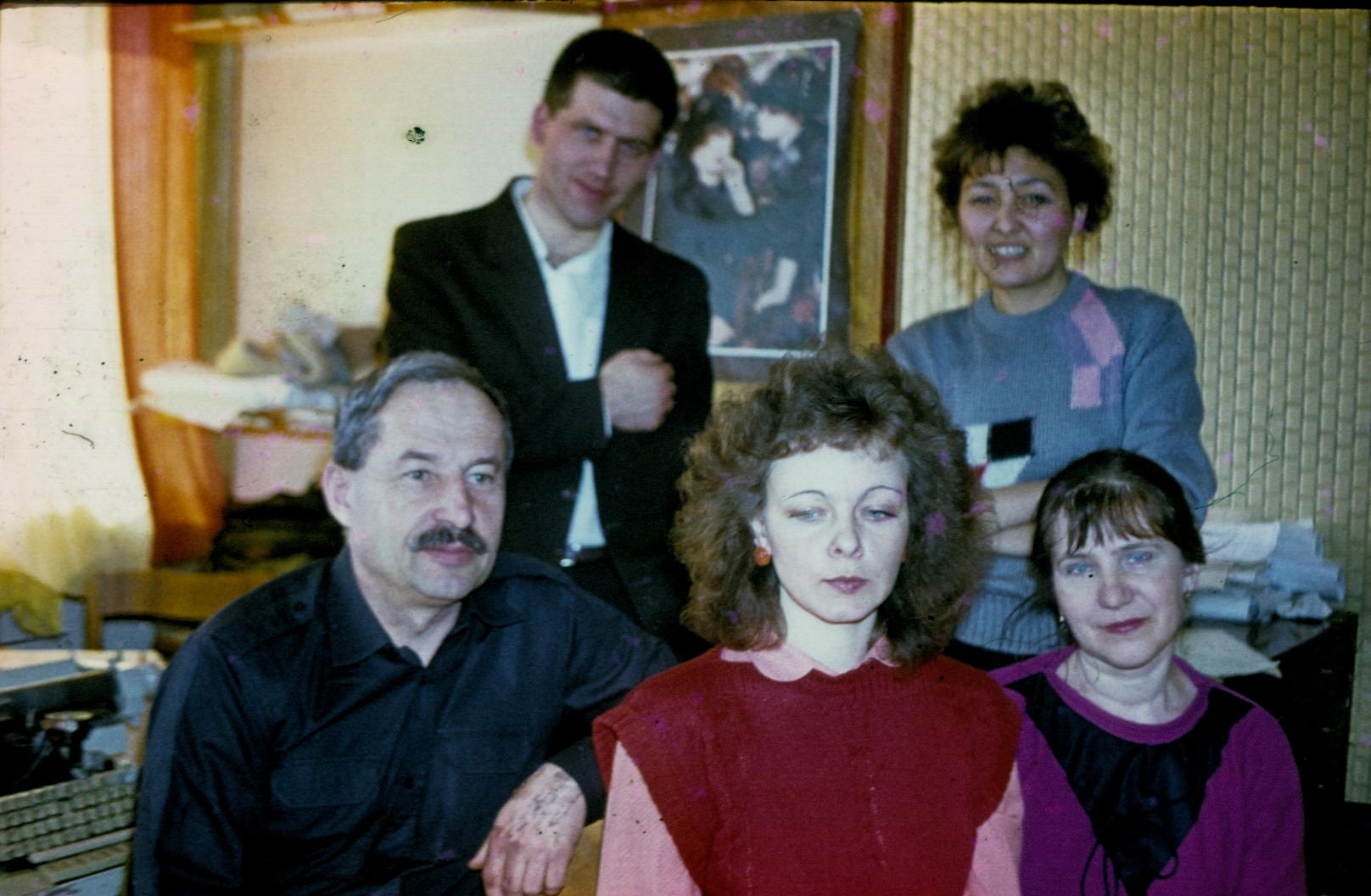
Сотрудники лаборатори 502 «Методического и информационного обеспечения диалоговых систем планирования» отделения АСУ Института кибернетики (1987—1988)

Родился в семье сотрудника Кировоградского Института селекции растений Семена Федоровича Архангельского.
В 1959 году окончил Харьковский экономический институт по специальности «инженер-экономист химической промышленности». Учась аспирантуре, вместе с В. А. Коноплицким формализовал метод итеративного агрегирования, который позволял сжать всю информацию о регионе или стране без потерь, принять решение и довести его до исполнителя.
В 1959—1961 годах — инженер-исследователь на Днепропетровском алюминиевом заводе, в 1961—1962 годах — инженер «Укргипроцветмет» в Запорожье, в 1962—1967 годах — младший научный сотрудник института экономики АН УССР. В 1966 году защитил кандидатскую диссертацию по теме «Некоторые вопросы нормирования и агрегирования в планировании».
В 1967—1974 годах — заведующий сектором Украинского филиала НИИ планирования и нормативов. В 1975—1989 годах — заведующий лабораторией института кибернетики АН УССР. Работал под руководством В. М. Глушкова и В. С. Михалевича, занимался вопросами применения математических методов в работе Госплана Украины и автоматизации и оптимизации решаемых им народнохозяйственных задач.
В 1985 году защитил докторскую диссертацию по теме «Балансовая система моделей автоматизации системы плановых расчетов Госплана республики (на примере Госплана УССР)».
Участвовал в разработке межпродуктового баланса на 10 тыс. продуктов под руководством Глушков. Данные для этой модели собирались не только в Госплане, но и в органах Госснаба Украины и в некоторых министерствах (лёгкой, пищевой промышленности и др.). К сожалению, работа остановилась с связи со смертью Глушкова и начавшейся перестройкой экономики.
В 1990—1994 годах — заведующий сектором вычислительного центра Госплана, 1994—1996 годы был заведующим отделом Центра развития и реконструкции, в 1997 году — главным научным сотрудником Академии госуправления при президенте Украины. Отстаивал идею необходимости формирования в экономике Украины органа типа Госплана Украины, деятельность которого он изучал, видел ее недостатки и вносил предложения, направленные на их устранение.
Последние годы Ю. С. Архангельский был членом учёного совета по защите докторских диссертаций, ведя при этом большую публицистическую деятельность.